# Безносов, Герман Петрович
Ге́рман Петро́вич Безно́сов (22 ноября 1939, Якутск — 23 августа 2007, Академгородок (Новосибирск)) — ученый, педагог, один из организаторов и хранитель традиций советского дискуссионного кафе-клуба «Под интегралом».

## Биография
Герман Петрович Безносов родился 22 ноября 1939 в Якутске. Окончил Томский политехнический университет. Приехал в новосибирский Академгородок в 1961 году, работал в Институте автоматики и электрометрии СО РАН. Посвятил свою жизнь новосибирскому Академгородку. Являлся одним из создателей дискуссионного Клуба «Под интегралом» и бессменным хранителем его традиций.
Клуб «Под интегралом» был организован молодыми учеными Академгородка в декабре 1963 года и являлся одним из ярких символов хрущёвской «оттепели». Устав клуба на шуточный лад повторял Декларацию прав человека. Его организаторы официально именовали себя «министрами». В кафе-клубе «Под интегралом» Безносов занимал высокий пост «министра странных дел». Клуб был серьёзной дискуссионной площадкой, куда приходили с докладами академики Лаврентьев, Михаил Алексеевич, Канторович, Леонид Витальевич, Александров и другие. На дебатах царила свобода мнений, участники дискуссий часто выходили за рамки дозволенного, критикуя советскую экономику и марксизм.
В 1965 году клуб «Под Интегралом» первым в СССР провёл конкурс красоты, на котором победу одержал переодетый в женское платье Герман Петрович.
В течение сорока лет был добровольным архивариусом новосибирского Академгородка. Многие известные личности со всего мира, посетившие Академгородок, оставили свои записи в его альбомах. Является автором лозунга «Люди, интегрируйтесь!»
Будучи довольно успешным ученым, неожиданно оставил науку и стал преподавать в школе новую на тот момент дисциплину «информатика». Последние семнадцать лет своей жизни посвятил педагогике и детям, работая учителем информатики в новосибирских школах № 130 и № 25.
Умер 23 августа 2007 года в новосибирском Академгородке. Похоронен на Южном кладбище.

## Семья
Супруга — Рожнова Светлана Павловна (род. 22 ноября 1935, Ленинград, СССР), общественный деятель, один из руководителе клуба «Под интегралом». Окончила филологический факультет ЛГУ. В 1968 году была аспиранткой Института истории, филологии и философии СО АН. В 1968 за подписание Письмо сорока шести была исключена из КПСС. Апелляция о восстановлении её в партии была отклонена. Восемь лет после этого работала учителем в школе, после была восстановлена в Институте филологии СО АН, стала специалистом в области фольклора. Лауреат Государственной премии РФ.
Дочь — Безносова (Близнюк) Анастасия Германовна (род. 14 мая 1969, Новосибирск), создатель Интегрального музея-квартиры Академгородка , директор АНО КИЦ "ИНТЕГРАЛ 2.0".
Дочь — Безносова Марианна Германовна (род. 10 августа 1972, Новосибирск), филолог, поэт, участник клуба Контора Братьев Дивановых.